# Jadranka
Jadranka je žensko osebno ime.

## Izvor imena
Ime Jadranka je različica ženskega osebnega imena Adrijana, ki izhaja iz latinskega imena Adriana z nekdanjim pomenom »izhajajoča iz mesta Adria; adrijanska«.

## Različice imena
Jadrana, Jadranka, Jadrenka

## Pogostost imena
Po podatkih Statističnega urada Republike Slovenije je bilo na dan 31. decembra 2007 v Sloveniji število ženskih oseb z imenom Jadranka: 871. Med vsemi ženskimi imeni pa je ime Jadranka po pogostosti uporabe uvrščeno na 194. mesto.

## Osebni praznik
V koledarju je ime Jadranka uvrščeno k imenom Adrijana, Adrijan Hadrijan; god praznuje 9. januarja, (Hadrijan, Adrijan, angleški opat, † 9.jan. 710), 5. marca, Hadrijan Nikomedijski, maloazijski mučenec, † 5.mar. okoli leta 303) in 8. julija, Papež Hadrijan III., † 8.julija 885).